# Bilston
Bilston – miasto w Wielkiej Brytanii, w Anglii, w regionie West Midlands, w hrabstwie West Midlands.